# Giải bóng đá hạng nhì quốc gia Cộng hòa Síp 1992–93
Giải bóng đá hạng nhì quốc gia Cộng hòa Síp 1992–93 là mùa giải thứ 38 của bóng đá hạng nhì Cộng hòa Síp. Omonia Aradippou giành danh hiệu thứ 2.

## Thể thức thi đấu
Có 14 đội tham gia Giải bóng đá hạng nhì quốc gia Cộng hòa Síp 1992–93. Tất cả các đội đều thi đấu 2 trận, một trân sân nhà và một trận sân khách. Đội nhiều điểm nhất sẽ lên ngôi vô địch. Hai đội đầu bảng xuống hạng Giải bóng đá hạng nhất quốc gia Cộng hòa Síp 1993–94. Hai đội cuối bảng xuống hạng Giải bóng đá hạng ba quốc gia Cộng hòa Síp 1993–94.
Đội thứ 3 đối mặt với đội thứ 12 của Giải bóng đá hạng nhất quốc gia Cộng hòa Síp 1992–93, trong một trận play-off 2 lượt để tranh một suất ở Giải bóng đá hạng nhất quốc gia Cộng hòa Síp 1993–94. Đội thứ 12 đối mặt với đội thứ ba của Giải bóng đá hạng ba quốc gia Cộng hòa Síp 1992–93, trong một trận play-off 2 lượt để tranh một suất ở Giải bóng đá hạng nhì quốc gia Cộng hòa Síp 1993–94.

### Hệ thống điểm
Các đội bóng nhận 3 điểm cho một trận thắng, 1 điểm cho một trận hòa và 0 điểm cho một trận thua.

## Thay đổi so với mùa giải trước
Các đội thăng hạng Giải bóng đá hạng nhất quốc gia Cộng hòa Síp 1992–93
- Ethnikos Achna
- APOP Paphos

Các đội xuống hạng từ Giải bóng đá hạng nhất quốc gia Cộng hòa Síp 1991–92
- Alki Larnaca
- Omonia Aradippou

Các đội thăng hạng từ Giải bóng đá hạng ba quốc gia Cộng hòa Síp 1991–92
- PAEEK FC
- THOI Lakatamia

Các đội xuống hạng Giải bóng đá hạng ba quốc gia Cộng hòa Síp 1992–93
- Othellos Athienou
- Apollon Lympion

## Bảng xếp hạng
| Vị thứ | Đội                 | St. | T. | H. | B. | BT. | BB. | HS. | Đ. | Ghi chú                                                                  |
| ------ | ------------------- | --- | -- | -- | -- | --- | --- | --- | -- | ------------------------------------------------------------------------ |
| 1      | Omonia Aradippou    | 26  | 15 | 8  | 3  | 57  | 20  | 37  | 53 | Vô địch-thăng hạng Giải bóng đá hạng nhất quốc gia Cộng hòa Síp 1993–94. |
| 2      | APEP                | 26  | 14 | 9  | 3  | 42  | 18  | 24  | 51 | Thăng hạng Giải bóng đá hạng nhất quốc gia Cộng hòa Síp 1993–94.         |
| 3      | Alki Larnaca        | 26  | 11 | 7  | 8  | 35  | 22  | 13  | 40 | Playoff Thăng hạng.                                                      |
| 4      | APEP Pelendriou     | 26  | 10 | 5  | 11 | 38  | 43  | -5  | 35 |                                                                          |
| 5      | Doxa Katokopias     | 26  | 9  | 7  | 10 | 28  | 28  | 0   | 34 |                                                                          |
| 6      | Chalkanoras Idaliou | 26  | 9  | 7  | 10 | 28  | 34  | -6  | 34 |                                                                          |
| 7      | Orfeas Nicosia      | 26  | 9  | 6  | 11 | 37  | 41  | -4  | 33 |                                                                          |
| 8      | Akritas Chlorakas   | 26  | 8  | 9  | 9  | 23  | 28  | -5  | 33 |                                                                          |
| 9      | Ethnikos Assia      | 26  | 7  | 12 | 7  | 24  | 30  | -6  | 33 |                                                                          |
| 10     | PAEEK FC            | 26  | 8  | 8  | 10 | 33  | 36  | -3  | 32 |                                                                          |
| 11     | Anagennisi Deryneia | 26  | 9  | 5  | 12 | 28  | 36  | -8  | 32 |                                                                          |
| 12     | Onisilos Sotira     | 26  | 9  | 5  | 12 | 25  | 34  | -9  | 32 | Playoff Xuống hạng.                                                      |
| 13     | Digenis Morphou     | 26  | 7  | 10 | 9  | 30  | 35  | -5  | 31 | Xuống hạng Giải bóng đá hạng ba quốc gia Cộng hòa Síp 1993–94.           |
| 14     | THOI Lakatamia      | 26  | 5  | 6  | 15 | 26  | 49  | -23 | 21 | Xuống hạng Giải bóng đá hạng ba quốc gia Cộng hòa Síp 1993–94.           |

Hệ thống điểm: Thắng=3 điểm, Hòa=1 điểm, Thua=0 điểm
Quy tắc xếp hạng: 1) Điểm, 2) Hiệu số, 3) Bàn thắng

## Playoff

### Playoff Thăng hạng
Đội thứ 3, Alki Larnaca, đối mặt với đội thứ 12 của Giải bóng đá hạng nhất quốc gia Cộng hòa Síp 1992–93, Evagoras Paphos, trong một trận play-off 2 lượt để tranh một suất ở Giải bóng đá hạng nhất quốc gia Cộng hòa Síp 1993–94. Evagoras Paphos thắng cả hai trận và có một suất ở Giải bóng đá hạng nhất quốc gia Cộng hòa Síp 1993–94.
- Evagoras Paphos 1–0 Alki Larnaca
- Alki Larnaca 0–2 Evagoras Paphos

### Playoff Xuống hạng
Đội thứ 12, Onisilos Sotira, đối mặt với đội thứ ba của Giải bóng đá hạng ba quốc gia Cộng hòa Síp 1992–93, Tsaggaris Peledriou, trong một trận play-off 2 lượt để tranh một suất ở Giải bóng đá hạng nhì quốc gia Cộng hòa Síp 1993–94. Onisilos thắng cả hai trận và có một suất ở Giải bóng đá hạng nhì quốc gia Cộng hòa Síp 1993–94.
- Onisilos Sotira 3–0 Tsaggaris Peledriou
- Tsaggaris Peledriou 0–2 Onisilos Sotira (Trận đấu bị hủy bỏ khi tỉ số là 0–2 và cuối cùng được tính  0–2 cho Onisilos)